# Tabanus maculicornis
Tabanus maculicornis är en tvåvingeart som beskrevs av Zetterstedt 1842. Tabanus maculicornis ingår i släktet Tabanus och familjen bromsar. Arten är reproducerande i Sverige. Inga underarter finns listade i Catalogue of Life.